# Каровская, Наталия Стефановна
Наталия Стефановна Каровская (род. 8 сентября 1958) — советская и российская учёная, педагог, директор ГМЗ «Ростовский кремль»  (2010—2021). Президент общественной организации «Академия музыки».

## Биография
По собственным словам, пришла в Ярославский музей-заповедник в 1989 году, где стала заниматься изучением колокольных звонов. В 2003 году при помощи архиепископа Кирилла создала школу колокольных звонарей. В 2002 году защитила кандидатскую диссертацию на тему «Феномен колокола в русской культуре».
В 2010 году (через полгода после отставки А. Е. Леонтьева) была назначена директором ГМЗ «Ростовский кремль» . Своим заместителем на новом посту назначила главу пресс-службы Ярославской и Ростовской епархии Ю. В. Стихареву. Высказала идею создания в Ростове реставрационного центра и преподавания уроков «родиноведения».
8 апреля 2021 года Каровская покинула пост директора музея по собственному желанию.

## Цитаты
О сотрудниках музея-заповедника «Ростовский кремль»:

«Я могу с гордостью, с честью сказать, что здесь самое большое количество научных сотрудников, осенённых степенью научной. И это всё заслужено. Заслужено годами работы, заслужено трудами, которые изданы в виде монографий, книг, которые все знают, и не только в Ярославской области, и не только музейщики»— http://www.gtk.tv/news/13420.ns
О выборе колоколов:

— Звонари-то сейчас мало что знают. Один из важных критериев, особенно для больших колоколов, — благозвучие. Как можно объяснить, что это такое? Единственный путь — как можно больше слушать и внимательно изучать старые колокола, наблюдать детали, искать закономерности. Поэтому необходимая часть обучения в Ярославской школе звонарей — поездки в монастыри, в другие города, где есть старые колокола. Когда человек наслушается, поймет, что такое хороший колокол, он будет знать, что есть этот критерий благозвучия. И потом на заводе его уже не обманешь. Он послушает и скажет: нет, здесь вот с биением звуки, или — первый момент удара мне вообще не нравится, или — колокол для этого веса звучит слишком высоко. Тут нет никакой мистики, надо просто хорошо знать своё дело.— http://www.e-vestnik.ru/culture/vernut_kolokolam_byluyu_2713/

## Сочинения
- В 2010 году составила колокольный звон «Кирилловский», названный в честь патриарха Кирилла и архиепископа Ярославского и Ростовского Кирилла[6].